# Институт Макдональда-Лорье
Институт Макдо́нальда-Лорь́е — консервативный либертарианский аналитический центр, расположенный в Оттаве, Онтарио, Канада и связанный с глобальной сетью Atlas. Его управляющим директором является Брайан Ли Кроули, основавший Атлантический институт маркетинговых исследований.
Основанный в 2010 году, институт назван в честь Джона А. Макдональда, первого премьер-министра Канады, и Уилфрида Лорье, первого франко-канадского премьер-министра страны. Центр является благотворительной организацией, зарегистрированной в Налоговом управлении Канады. В институте есть совет директоров и внутренний консультативный совет, которые выбирают темы и представляют свои исследования для внешней проверки. Институт финансируется корпоративными и индивидуальными донорами, а также за счет средств частных фондов.

## Издательская деятельность
С момента своего основания в марте 2010 года Институт выпускает документы, в которых излагаются его взгляды на статистику преступности, послесреднее образование коренных народов, межпровинциальную торговлю и радикализацию в тюрьмах. Кроме того, были начаты серии исследований в области основополагающих идей Канады и создания стратегии национальной безопасности Канады, такие как серия по аборигенам Канады и серия по экономике природных ресурсов. Институт также опубликовал программный документ с обзором ипотечного страхования в Канаде. (См. список публикаций ниже.)
Институт также опубликовала свою первую книгу в мае 2010 года. Книга под названием «Канадский век: выход из тени Америки» вошла в списки бестселлеров Montreal Gazette.
Дезинформотч
В сентябре 2020 года Институт запустил DisinfoWatch, проект по мониторингу и отслеживанию дезинформации в Канаде и развенчанию дезинформации с особым акцентом на пандемию коронавируса. Проект финансируется Институтом Макдональда-Лорье, Центром глобального взаимодействия Государственного департамента США и организацией «Журналисты за права человека».

## Влияние
Авторы и сотрудники Института появлялись в национальных и региональных средствах массовой информации, комментируя различные национальные проблемы. Институт ведет список информации для СМИ на своем веб-сайте. Обзоры института публиковались в канадских национальных газетах, таких как The Globe and Mail и National Post, а также в Vancouver Sun, Calgary Herald, Windsor Star, Moncton Times & Transcript, Halifax Chronicle-Herald. Институт также был отмечен в журналах Foreign Policy, The Wall Street Journal и The Economist.
Согласно отчету в Guardian, многолетняя кампания Института защищала права на разработку нефти и газа на землях коренных народов. В течение нескольких лет это помогало правительству Канады препятствовать реализации декларации Организации Объединённых Наций о правах коренных народов на отказ от строительства трубопроводов или бурения, пока парламент в конце концов не принял закон в 2021 году. The Guardian сообщила, что кампания Института проводилась в партнерстве с Atlas Network, либертарианской — консервативная группа, базирующаяся в Соединенных Штатах, но Институт оспаривал отношения.

## Политическая позиция
Алехандро Чафуэн, бывший президент Atlas Network и нынешний президент Acton Institute, похвалил Институт в статье Forbes 2012 года, описывающей ориентированный на рынок ландшафт аналитических центров в Канаде. Социал-демократический институт Бродбента назвал Институт Макдональда-Лорье «благотворительной организацией правого толка» в статье 2018 года, а Институт был описан как единомышленник Института Фрейзера в статье 2012 года в правой газете National Post. Институт Фрейзера, как и Институт Макдональда-Лорье, являются частью сети Атлас.

## Организация
Состав организации:
Совет директоров
- Пьер Касгрейн, председатель
- Лаура Джонс, заместитель председателя
- Брайан Ли Кроули, управляющий директор
- Вон Маклеллан, секретарь
- Мартин Маккиннон, казначей
- Блейн Фавел, директор
- Джейсон Майерс, режиссёр
- Дэн Ноулан, директор
- Виджай Саппани, директор
- Весо Собот, директор

Консультативный совет 2019
- Джон Бек, исполнительный председатель Aecon
- Эрин Чаттер, исполнительный председатель Global Energy Metals Corporation
- Навджит (Боб) Диллон, президент и генеральный директор Mainstreet Equity Corp.
- Джим Диннинг, бывший казначей Альберты
- Дэвид Эмерсон, бывший министр иностранных дел Канады
- Ричард Фадден, бывший советник по национальной безопасности премьер-министра Канады
- Роберт Фулфорд, О.К., бывший редактор журнала Saturday Night, обозреватель National Post
- Брайан Флемминг, юрист
- Дж. Уэйн Гудбрансон, генеральный директор Branham Group Inc.
- Кэлвин Хелин, писатель-абориген и предприниматель, Ванкувер.
- Питер Джон Николсон, бывший президент Совета канадских академий
- Джим Петерсон, бывший министр международной торговли Канады и партнер Fasken Martineau, Торонто
- Жаклин Тайер Скотт, бывший президент и профессор Кейп-Бретонского университета
- Барри Сукман, старший партнер, McCarthy Tétroult
- Роб Уайлдебур, исполнительный председатель и соучредитель Martinrea International Inc.

Консультативный совет по исследованиям
- Джанет Айзенстат
- Брайан Фергюсон
- Джек Гранатштейн
- Патрик Джеймс
- Райнер Кнопф
- Ларри Мартин
- Кристофер Сэндс
- Эллиот Теппер
- Уильям Уотсон

## Книги и публикации

### Книги
- The Canadian Century: Moving Out of America’s Shadow, by Brian Lee Crowley, Jason Clemens and Neils Veldhuis, May 2010.
- Fearful Symmetry: The Fall and Rise of Canada’s Founding Values, by Brian Lee Crowley.
- The Economic Dependency Trap: Breaking Free To Self-Reliance, by MLI Advisory Council member Calvin Helin.

### Учебные работы
- The Way Out: New thinking about Aboriginal engagement and energy infrastructure to the West Coast Brian Lee Crowley and Ken Coates, 30 May 2013[6]
- Why Canadian crime statistics don’t add up: Not the whole truth, by Scott Newark, February 9, 2011.
- From Rehabilitation to Recruitment, by Alex Wilner, October 18, 2010.
- Citizen of One, Citizen of the Whole: How Ottawa can strengthen our nation by eliminating provincial trade barriers with a charter of economic rights, by Brian Lee Crowley, Robert Knox and John Robson, June 21, 2010.
- Free to Learn: Giving Aboriginal Youth Control over Their Post-Secondary Education, by Calvin Helin and Dave Snow, March 15, 2010.

### Стратегия национальной безопасности
- To Stand On Guard, by Paul H. Chapin, November 29, 2010.

### Фармацевтическая серия
- Pills, Patents & Profits, by Brian Ferguson, March 25, 2011.

### Основополагающие идеи Канады
- Confederation and Individual Liberty, by Janet Ajzenstat, November 10, 2010.

### Информационные брифинги
- Mortgage Insurance in Canada, by Jane Londerville, November 18, 2010.

## Признание в РФ
В РФ 19 августа 2022 года признан «нежелательной организацией».